# 陳篡地
陳篡地（1907年—1986年），臺灣醫生，出身彰化二水。他曾在二二八事件中率領民兵與國軍對抗，其後代子孫人才輩出，IBM深藍電腦之父-許峰雄為其侄孫，另一侄孫蔡勳雄曾任環保署署長、台灣省主席、經建會主委等重要政府職位。

## 生平

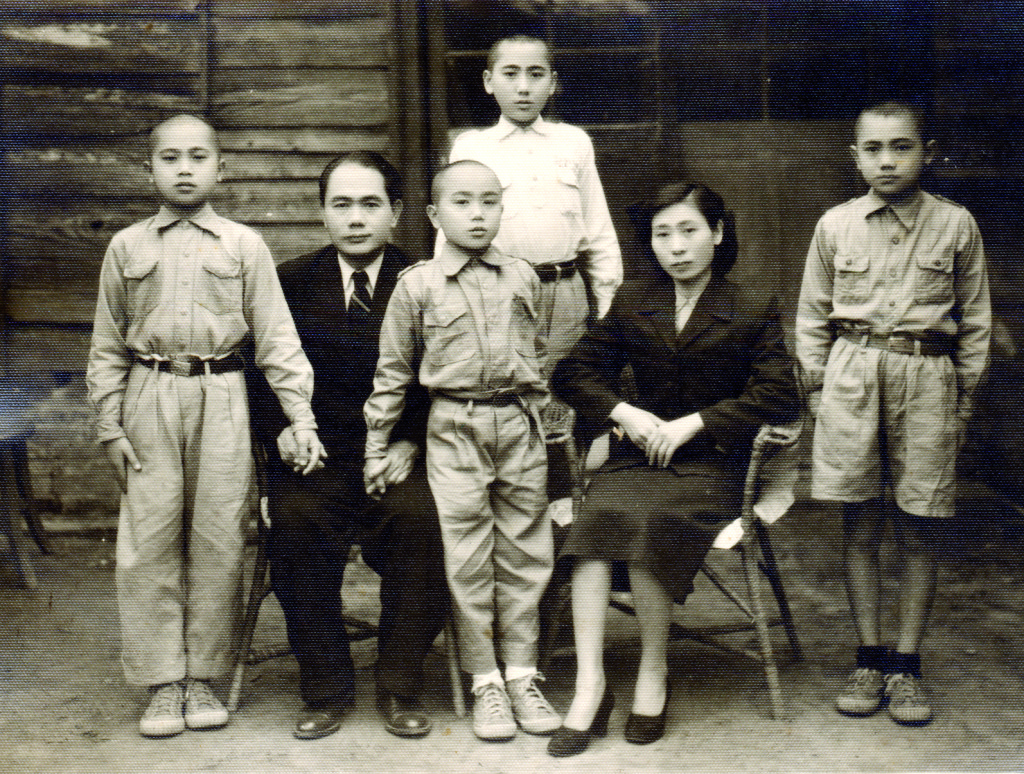
陳篡地一家人（攝於1940年），由左至右為：陳彥良、陳篡地、謝彥守、陳弘倉、謝玉露、陳彥文

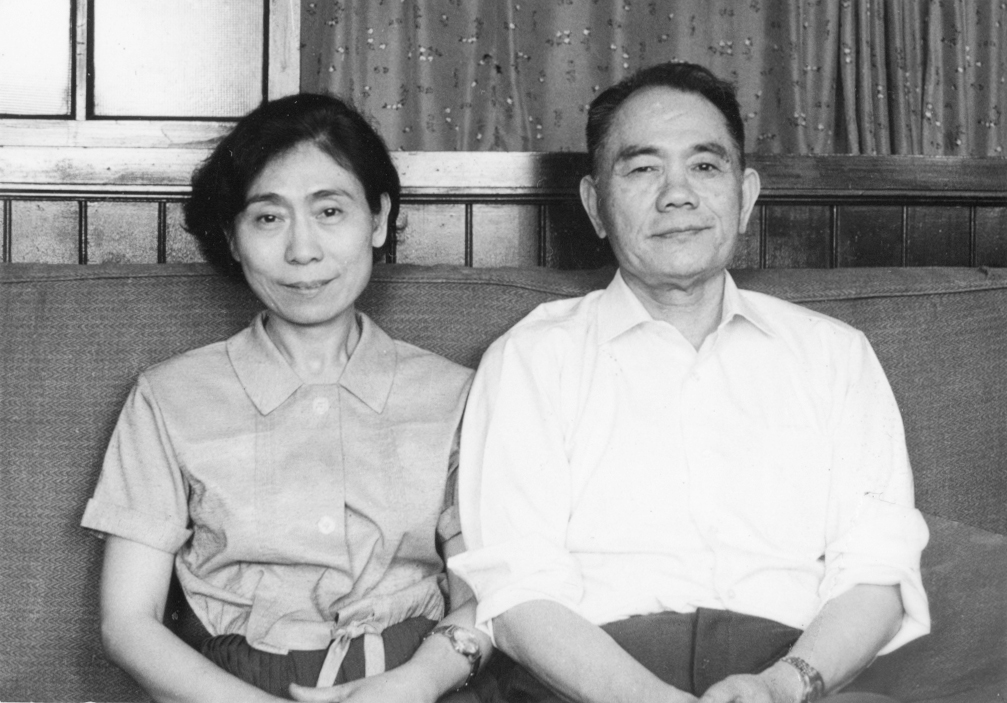
陳篡地與妻子謝玉露（攝於1955年）

陳篡地曾就讀於臺中州立臺中第一中學校；當時，他曾與謝東閔為同班同學。畢業後，他就讀於大阪高等醫學專門學校（今大阪醫科大學前身）；期間，他曾加入日本共產黨外圍組織「戊辰會」，並經常與許乃邦等人聚論政治。1933年畢業返臺後，他先後在雲林斗南、斗六開業。二戰期間，他被當局徵調至越南擔任軍醫。日本戰敗後，因越南情勢不穩，他為自衛而攜帶一批槍械返臺。1947年二二八事件爆發後，他參與組成「斗六治安維持會」，並統率「斗六隊」，攻打虎尾機場（今虎尾空軍基地前身）；隨後，國軍進攻斗六，發生小規模市街戰，他因不敵而率部撤往小梅、樟湖一帶。「小梅、樟湖之戰」後，部隊瓦解，他潛逃並藏匿在二水陳家大厝後方山區長達六年；期間，他有多位親友遭當局槍決，包括許聆音、堂弟陳順辰、姪子陳崑崙、謝明通、張炎祈等五人。1952年，他遭人檢舉而被逮捕，並被拘留於保安司令部。1953年獲釋後，他被迫將其醫院遷至台北後車站太原路附近，以便特務人員就近監管。其事蹟曾被改編為布袋戲《陳篡地醫師風雲錄》。

## 家庭
陳篡地之妻謝玉露（1910-2011）也是醫師，兩人育有四子。

### 書籍
- 張炎憲、王逸石、高淑媛、王昭文採訪紀錄：《嘉雲平野二二八》（台北：吳三連台灣史料基金會，1995年）
- 陳儀深計劃主持：《濁水溪畔二二八》（台北：財團法人二二八事件紀念基金會，2009年）
- 鍾逸人：《此心不沉：陳篡地與二戰末期台灣人醫生》（台北：玉山社，2014年）

### 電子媒體
- 呂東熹：〈陳篡地醫生與越南國父胡志明〉 （页面存档备份，存于），新頭殼，2014.05.18。
- 陳永興：〈斗六名醫也是游擊戰士　陳篡地的傳奇故事〉 （页面存档备份，存于），民報，2015.11.03。